# Ihor Skoez

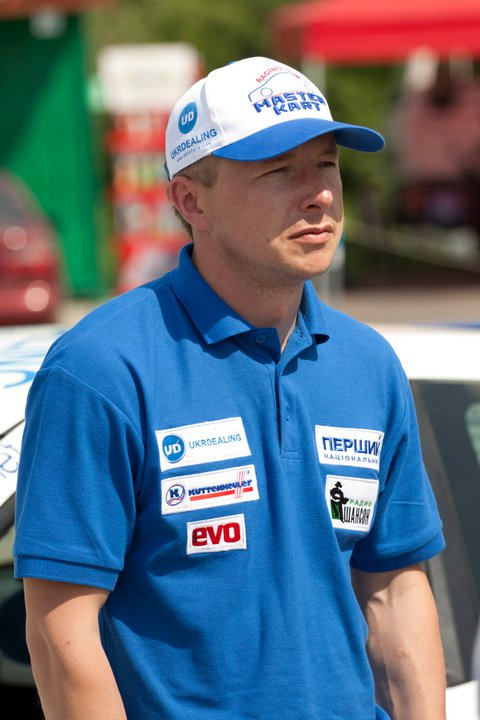
Ihor Skoez

Ihor Vasyljovytsj Skoez (Oekraïens: Ігор Васильович Скуз) (Kiev, 30 mei 1976) is een Oekraïens autocoureur.

## Carrière
Skoez begon zijn autosportcarrière in het karting in 1994, waarin hij in 1994 en 2000 kampioenschappen won. In 2006 stapte hij over naar het Ukraine Circuit Racing Championship, waarin hij kampioen werd in de Touring Light-klasse in 2010 en 2011. In 2011 maakte hij ook zijn debuut in de Super 1600-klasse van de European Touring Car Cup in een Ford Fiesta 1.6 16V voor het team ATM Racing. Hij werd vijfde in de eindstand met één podiumplaats.
In 2012 stapte Skoez over naar de Super 2000-klasse van de ETCC, uitkomend voor het Liqui Moly Team Engstler in een BMW 320si. Na één raceweekend stapte hij echter al over naar SUNRED Engineering, waar hij in een Seat León 2.0 TDI het seizoen afmaakte. Met één podiumplaats op het Autodromo Nazionale Monza en twee op het Autodromo Enzo e Dino Ferrari werd hij achter Fernando Monje, Peter Rikli en Petr Fulín vierde in het kampioenschap met 35 punten.
In 2013 stapte Skoez binnen de ETCC over naar Campos Racing, waarbij hij in een Seat León TFSI ging rijden. Dit seizoen verliep moeilijker, zijn beste resultaten waren twee zesde plaatsen op het Autodromo di Pergusa. Hierdoor werd hij zevende in de eindstand met 25 punten.
In 2014 bleef Skoez rijden bij Campos in de hernoemde TC2 Turbo-klasse, maar ging rijden in een Chevrolet Cruze 1.6T. Hij won twee races op het Circuit Paul Ricard en in Pergusa en werd achter Nikolay Karamyshev en Mat'o Homola derde in de rangschikking met 79 punten.
In 2015 maakte Skoez zijn debuut in de nieuwe TCR International Series, waarin hij opnieuw voor Campos reed in een Opel Astra OPC, alhoewel hij na het eerste raceweekend overstapte naar een Seat León Cup Racer. Na het tweede raceweekend stapte hij over naar WestCoast Racing om in een Honda Civic TCR te rijden. Nadat hij het evenement in Rusland al moest overslaan, kwam hij in de laatste drie raceweekenden helemaal niet meer in actie. Met een negende plaats op het Autódromo Internacional do Algarve en een zesde plaats in Monza werd hij 23e in het kampioenschap met 10 punten.